# Amorphophallus konjac
Конняку (Amorphophallus konjac) — вид рослин роду Amorphophallus (Аморфофалюс).

## Назва
Конняку (Amorphophallus konjac) — поширена світова назва, що походить з японської мови яп. こんにゃく; конняку; кор. 곤약; гоняк. Також рослину називають «диявольський язик», «лілія вуду», «зміїна пальма», «слонячий ям».

## Будова
Висота конняку на відміну від її велетенського родича аморфофалюса велетенського не перевищує 1,3 м. Рослина має підземну бульбу. Стебло плямисте, імітує стовбур дерев для маскування від травоїдних тварин.

## Життєвий цикл
З періоду спокою конняку виходить ранньою весною і зацвітає у квітні. Під час цвітіння навколо поширюється запах гниючої плоті, а на початку утворюються липкі краплі. Цим способом рослина приваблює комах, що переносять пилок з чоловічих квіток на розташовані тут же жіночі.

## Поширення та середовище існування
Росте у тропічній східній Азії від Японії до Індонезії.

## Практичне використання
Їстівні та лікувальні властивості відомі уже давно. У 1846 році в Японії вийшла книга «Konnyaku Hyakusen» (100 рецептів конняку), що свідчить про популярність цієї рослини.
Важливий інгредієнт японської кухні. З нього готують такі страви як «оден», «сукіякі» та інших страв, де конняку використовують у формі локшини.
В США конняку використовують для виготовлення желейних цукерок.
Наразі борошно з кореневища рослини використовують як замінник желатину у веганській кухні.
Желе конняку стало популярним інгредієнтом різноманітних дієт, оскільки містить переважно воду і рослинну клітковину.
З волокнистих бульб рослини у висушеному вигляді виготовляють косметичні губки.

## Галерея

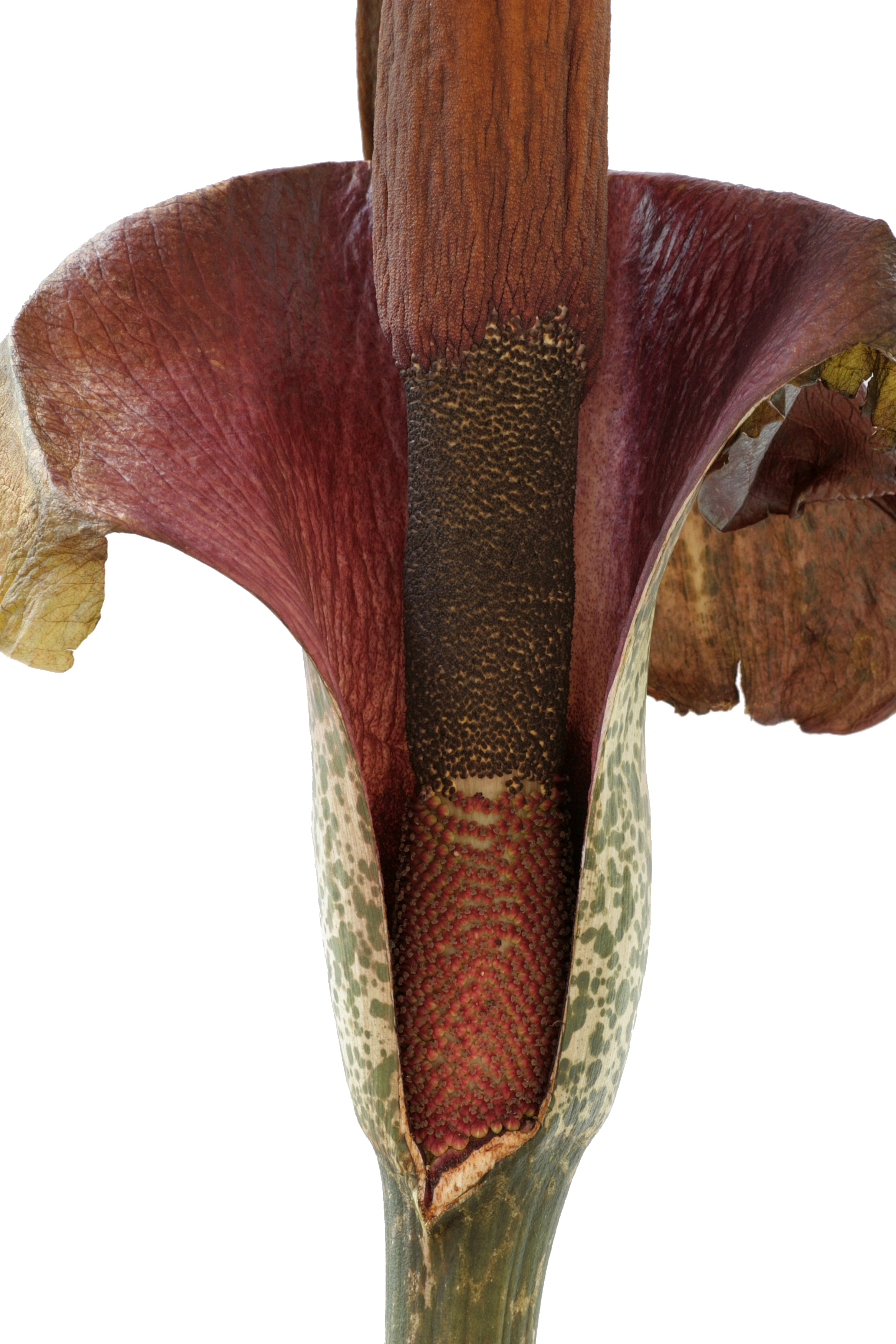
Структура квітки
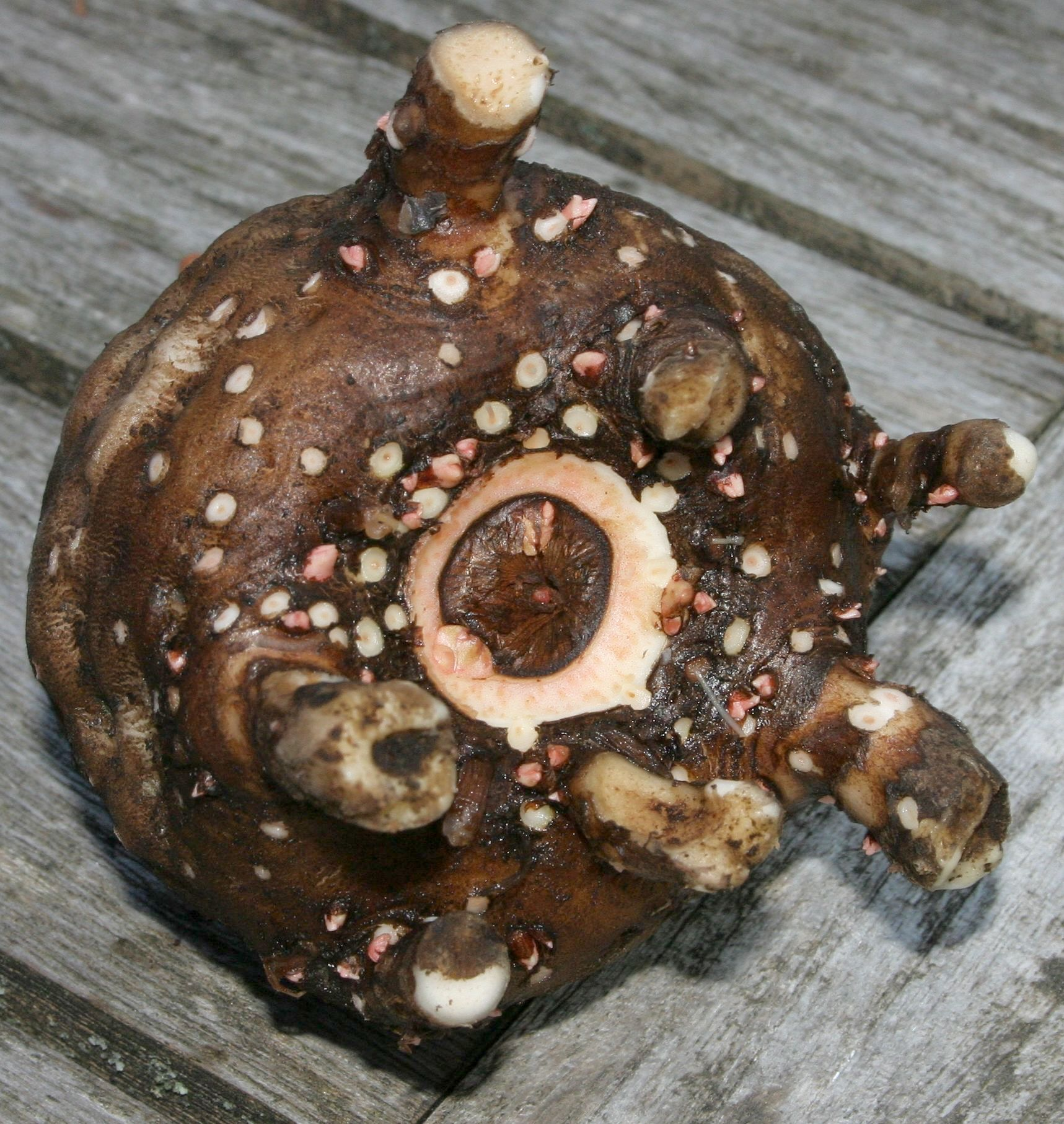
Бульба
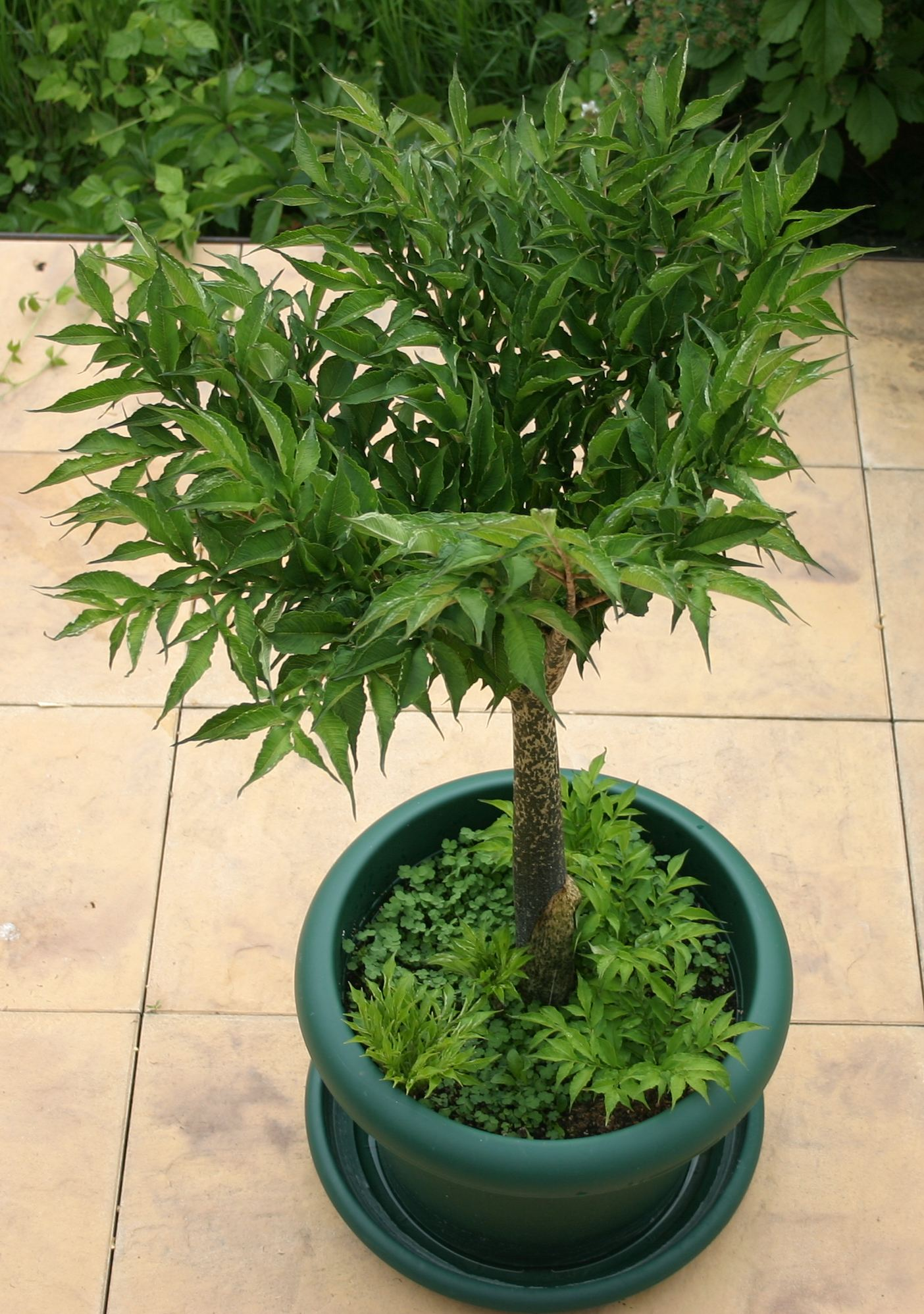
Рослина у горщику
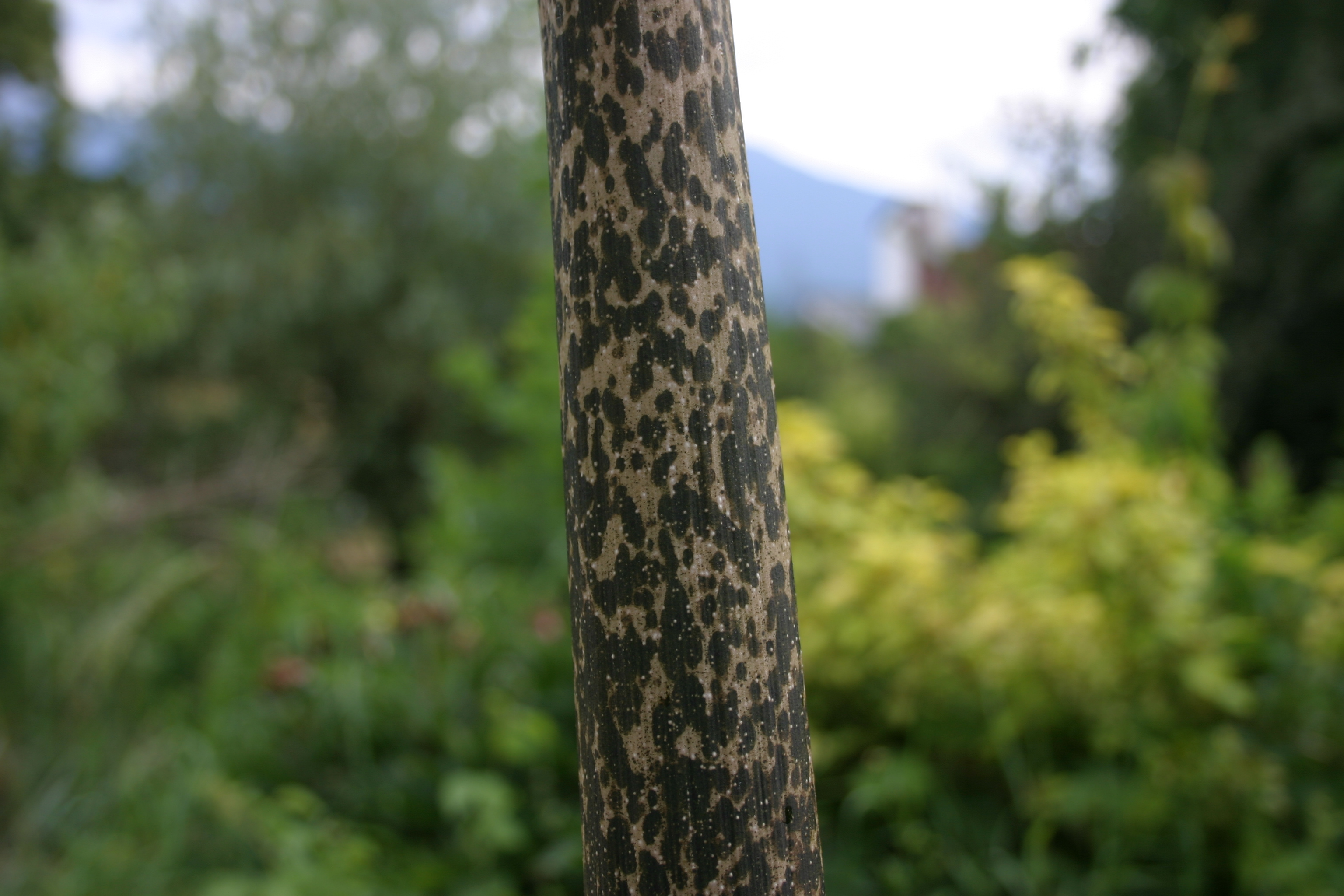
Стебло
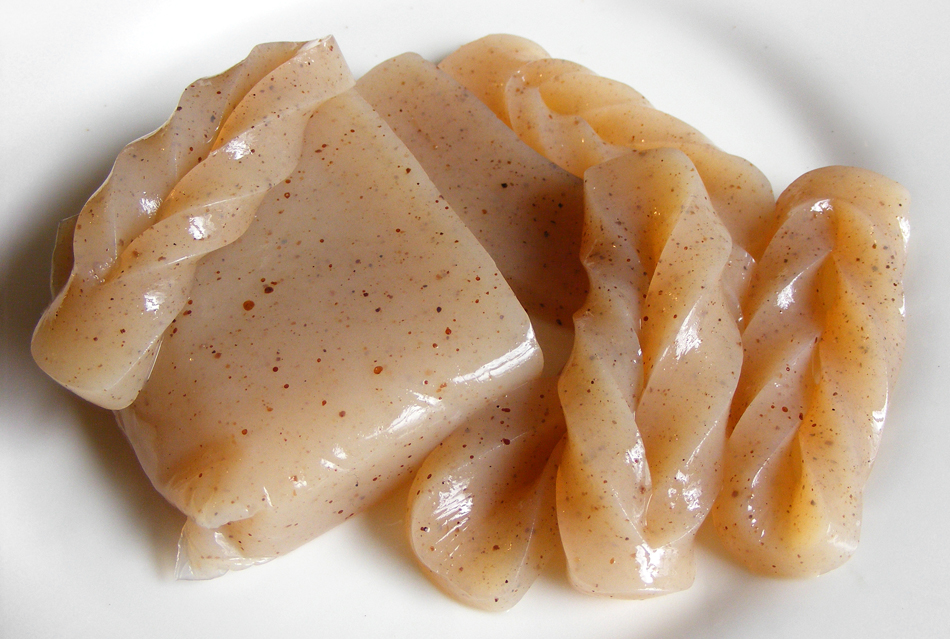
Страва з конняку
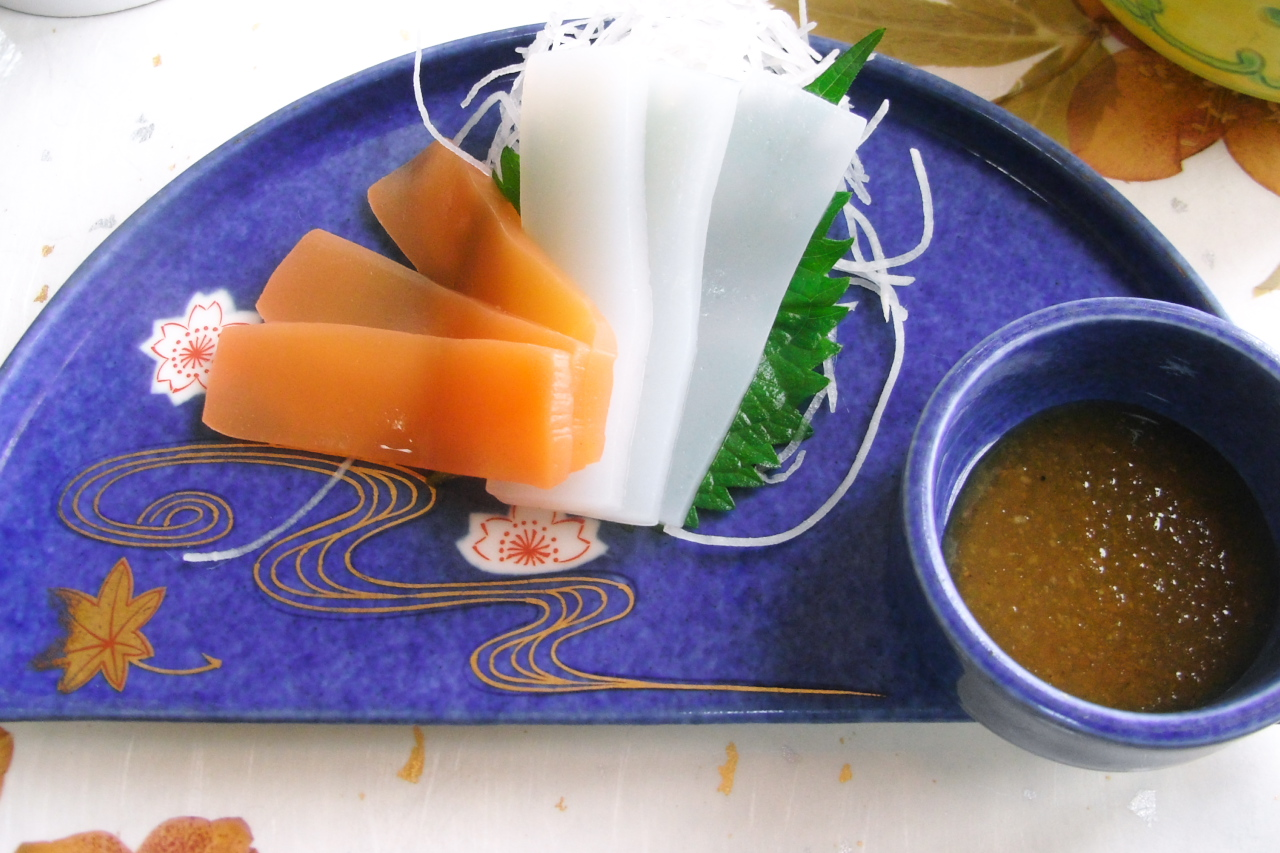
Сашимі з конняку